# Dad (Film)
Dad ist ein US-amerikanisches Filmdrama aus dem Jahr 1989. Regie führte Gary David Goldberg, der auch das Drehbuch nach einem Roman von William Wharton schrieb und den Film mitproduzierte.

## Handlung
Der als Manager tätige John Tremont erfährt, dass seine Mutter einen Herzinfarkt hatte. Weiterhin stellt sich heraus, dass sein Vater Jake krebskrank ist. John kehrt in den Heimatort zurück, widmet seinem Vater mehr Zeit und kommt ihm näher. Er kommt ebenfalls dem eigenen Sohn Billy näher, der sein Studium abbrechen und in einer Kommune in Mexiko leben will. Später fällt Jake ins Koma und wacht nach einiger Zeit auf. John und der behandelnde Arzt suchen eine medizinische Erklärung und einigen sich, dass die am besten klingende sei, Johns Liebe und Fürsorge habe seinen Vater zurückgebracht.
Jake stirbt einige Zeit später. Der Film endet mit der Bestattungsfeier im Familienkreis.

## Kritiken
Roger Ebert schrieb in der Chicago Sun-Times vom 27. Oktober 1989, die erzählte Geschichte erzeuge „Ungläubigkeit“. Wenn man sie einfach erzählen würde, würde sie die Zuschauer bewegen.
Film-Dienst schrieb, der Film biete „in warmen Farben entwickeltes Kino der Versöhnung, das bisweilen emotional zu dick“ auftrage und „die Wirklichkeit aus den Augen“ verliere. Er gewinne an Wirkung „durch den hervorragenden Jack Lemmon und einige realistische Schlaglichter“.
Die Zeitschrift Cinema urteilte „Sentimental, aber toll gespielt“.

## Auszeichnungen
Der Film wurde im Jahr 1990 in der Kategorie Bestes Make-up für den Oscar nominiert. Jack Lemmon wurde 1990 als Bester Hauptdarsteller – Drama für den Golden Globe Award nominiert. Der Film als Bestes Drama und Ethan Hawke wurden 1990 für den Young Artist Award nominiert. Der Film erhielt 1990 den Wise Owl Award der Retirement Research Foundation.

## Hintergründe
Der Film startete am 27. Oktober 1989 in den Kinos der USA, in den er ca. 19,7 Millionen US-Dollar einspielte. In die deutschen Kinos kam er am 8. März 1990.